# مازراتی ۴۲۰

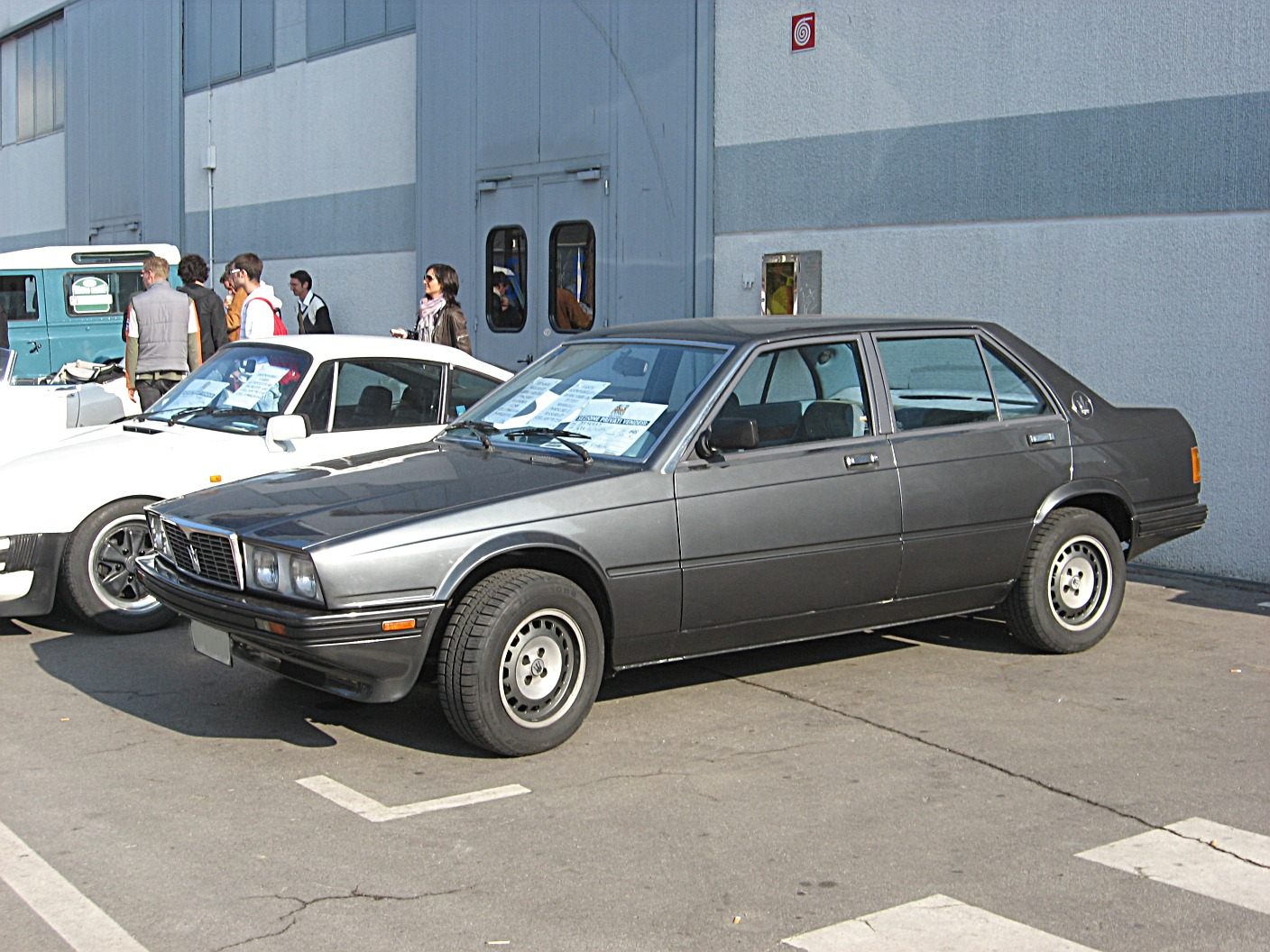

مازراتی ۴۲۰ (Maserati ۴۲۰) خودرویی ساخت مازراتی است که در سال‌های ۱۹۸۵ تا ۱۹۸۷ تولید شده‌است. سیستم جعبه‌دندهٔ آن به دو صورت خودکار و دستی است.